# Liopeltis stoliczkae
Espèce
Synonymes
- Ablabes stoliczkae Sclater, 1891

Liopeltis stoliczkae est une espèce de serpent de la famille des Colubridae.

## Répartition
Cette espèce se rencontre :
- en Birmanie ;
- au Cambodge ;
- en Inde, dans les États d'Assam, d'Arunachal Pradesh et du Sikkim.

## Description
Liopeltis stoliczkae mesure environ 60 cm dont 22,5 cm de queue pour les mâles et environ 54,5 cm dont 20,5 cm de queue pour les femelles. Son dos est grisâtre et sa face ventrale gris plus clair.

## Étymologie
Son nom d'espèce, stoliczkae, lui a été donné en l'honneur de Ferdinand Stoliczka qui avait transmis au muséum l'un des spécimens analysés.

## Publication originale
- Sclater, 1891 : Notes on a collection of snakes in the Indian Museum, with descriptions of several new species. Journal of the Asiatic Society of Bengal, vol. 60, p. 230-250 (texte intégral).